# Austrosimulium australense
Austrosimulium australense är en tvåvingeart som först beskrevs av Ignaz Rudolph Schiner 1868.  Austrosimulium australense ingår i släktet Austrosimulium och familjen knott. Inga underarter finns listade i Catalogue of Life.